# إيما جانسون
إيما جانسون (بالسويدية: Emma Jansson) (9 مايو 1996 بالسويد - ) هي لاعبة كرة قدم سويدية في مركز الوسط. لعبت مع Hammarby Fotboll (women) ‏.

## وصلات خارجية
- إيما جانسون على موقع الاتحاد الأوربي (الإنجليزية)
- إيما جانسون على موقع اتحاد السويد (السويدية)
- إيما جانسون على موقع قاعدة بيانات كرة القدم.إي يو (الإنجليزية)
- إيما جانسون على موقع Soccerway.com (الإنجليزية)